# Северна провинция
Северната провинция (на арабски: الشمالية) е една от 25-те провинции в Судан и най-голямата от всички с площ от 348 765 км². На север граничи с Египет, а на северозапад с Либия. Населението ѝ е 936 300 души (по проекция от юли 2018 г.). Столица и най-голям град на провинцията е град Донгола, а друг важен град за провинцията е град Вади Халфа.